# Майский сельсовет (Оренбургская область)
Майский сельсовет — сельское поселение в Адамовском районе Оренбургской области Российской Федерации.
Административный центр — посёлок Майский.

## История
Статус и границы сельского поселения установлены Законом Оренбургской области от 2 сентября 2004 года № 1424/211-III-ОЗ «О наделении муниципальных образований Оренбургской области статусом муниципального района, городского округа, городского поселения, установлении и изменении границ муниципальных образований».

## Население
| 2010  | 2012  | 2013  | 2014  | 2015  | 2016  | 2017  |
| ----- | ----- | ----- | ----- | ----- | ----- | ----- |
| 1588  | ↘1560 | ↘1517 | ↗1804 | ↘1741 | ↘1698 | ↘1666 |
| 2018  | 2019  | 2020  | 2021  |       |       |       |
| ↘1623 | ↘1538 | ↘1475 | ↘1409 |       |       |       |

## Состав сельского поселения
| № | Населённый пункт | Тип населённого пункта          | Население |
| - | ---------------- | ------------------------------- | --------- |
| 1 | Коскуль          | село                            | 252       |
| 2 | Кусем            | село                            | 343       |
| 3 | Майский          | посёлок, административный центр | 993       |
| 4 | Речной           | посёлок                         | ↘391      |